# تیسمودا
تیسمودا (به لاتین: Tismoda) یک منطقهٔ مسکونی در سری‌لانکا است که در استان مرکزی (سری‌لانکا) واقع شده‌است.